# Catherine Théot
Catherine Théot (Barenton, 1716 — Paris, 1 de setembro de 1794) foi uma visionária francesa, que acreditava estar destinada a trabalhar para Deus, durante a Revolução Francesa. Ela ganhou notoriedade ao ser acusada de estar envolvida num plano para derrubar a república, e a queda de Maximilien Robespierre foi em parte atribuída a suas profecias.

## Biografia
Théot nasceu em uma família de camponeses e desde muito jovem sofria de alucinações. Ela empreendeu um longo curso de ascetismo religioso no convento leigo de Miramiones em Paris, após o qual ela não estava mais em paz. Em 1779 ela declarou ser a Virgem Maria, a nova Eva e a mãe de Deus. Depois de ser mantida por vários anos no hospital da Salpêtrière, foi liberada em 1782. Não se sabe muito sobre suas atividades nos doze anos seguintes, mas que morou na rue Contrescarpe e começou a reunir um pequeno grupo de pessoas que acreditavam em suas profecias. Ela acreditava que estava destinada a ser a mãe do novo Messias e era saudada como a "Mãe de Deus".

## Seita Theotista
Théot ensinava aos seus seguidores que "Deus havia permitido 1789" e que as leis revolucionárias haviam sido feitas por inspiração divina. Desobedecer à Convenção, ela pregava, era desobedecer a Deus. Essa e outras crenças similares eram expostas em pequenas reuniões com cerca de quinze seguidoras, na sala da casa de uma amiga. A maioria das mulheres que a seguiam era de condição humilde, mas entre as que se associaram a ela estava também a ex-duquesa de Bourbon, Bathilde d'Orléans, que consultou Catherine em suas profecias e patrocinou a publicação de um "Journal profhetique".
Os theotistas viam Robespierre como o redentor da humanidade, e deram início aos preparativos para a sua iniciação. Os inimigos de Robespierre, entretanto, ressentidos com seus objetivos teocráticos, usaram suas relações como theotismo como um pretexto para vingança. O "Caso Catherine Théot", como ficou conhecido, deu a ela notoriedade em 1794. Em 15 de junho deste ano Marc-Guillaume-Alexis Vadier anunciou na Convenção Nacional um complô para derrubar a República, acusando Théot e as pessoas que com ela se reuniam.
Em 9 de termidor Vadier afirmou que uma carta encontrada sob o colchão de Théot proclamava que Robespierre era o João Batista do novo culto. Embora essa carta tenhas sido fabricada, foi uma forma de condenar Robespierre e estabelecer uma ligação entre Théot e seu Culto do Ser Supremo. Essas acusações levaram-na à prisão junto a alguns de seus discípulos.
O caso foi julgado pelo Tribunal Revolucionário, e figurou nos autos de 9 Termidor. Os acusados foram ao fim absolvidos e libertados. Catherine, contudo, morrera na prisão, um mês após a execução de Robespierre.